# بیابان یوها

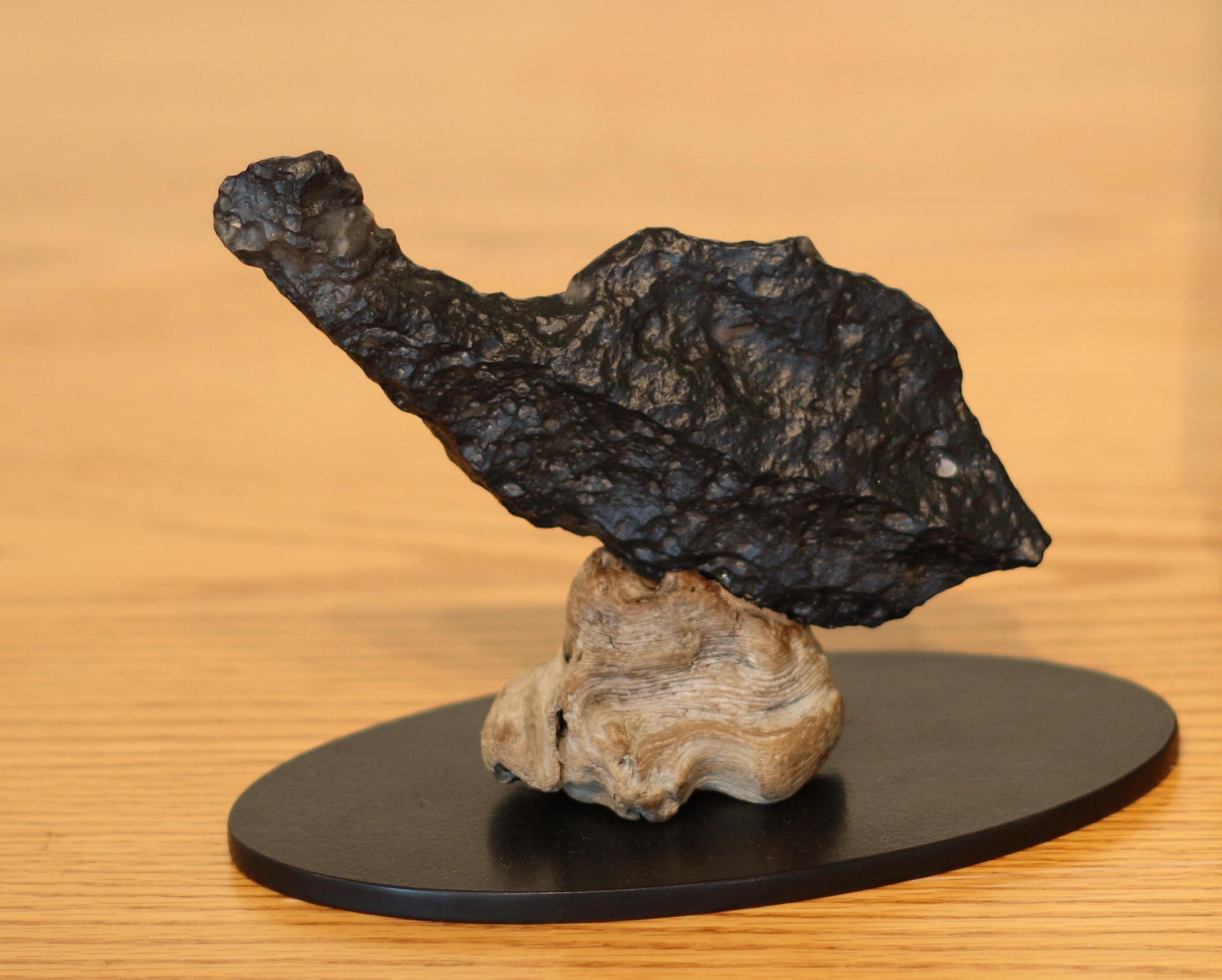
نمایی از یک سنگ به شکل ماهی، جمع‌آوری‌شده از صحرای یوها، کالیفرنیا. در موزهٔ ملی «بونسای و پنجینگ». واشینگتن، آمریکا - ۲۰۰۸

بیابان یوها (Yuha Desert) بخشی از بیابان سونورا است که در ایمپریال ولی در کالیفرنیا جای دارد. این بیابان در جنوب بزرگراه میان‌ایالتی ۸، غرب ال سنترو و شمال مرز ایالات متحده آمریکا-مکزیک است.
بنای تاریخی د آنزا (De Anza) در این بیابان قرار دارد همچنین برخی از بومیان قدیم آمریکا مانند سرخ‌پوستان در این بیابان زندگی می‌کردند.